# Йейтс, Джон Батлер
Джон Батлер Йейтс (англ. John Butler Yeats; 16 марта 1839 — 3 февраля 1922, Нью-Йорк, США); ирландский живописец-портретист, график.
Отец поэта, нобелевского лауреата по литературе, Уильяма Батлера Йейтса (1865—1939) и живописца-экспрессиониста, «Джека» Батлера Йейтса (1871—1957).

## Биография
Джон Батлер Йейтс родился 16 марта 1839 года в местечке Лауренстаун и вырос на ферме приходского священника в Таллилише, в графстве Даун в провинции Ольстер на северо-востоке Ирландии. Его родители — Уильям Батлер Йейтс (1806—1862) и Джейн Грейас Корберт. Джон Батлер был старшим из девяти их детей.

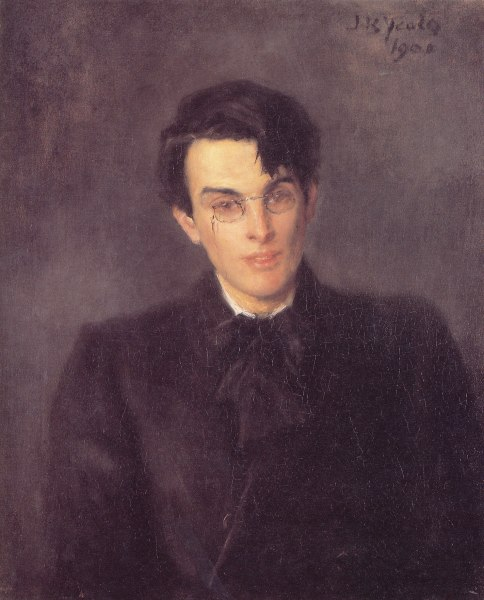
Портрет Уильяма Батлера Йейтса (1865—1939), сына художника, в возрасте 35 лет.

Учился в Тринити Колледже в Дублине; был членом Университетского философского общества. Поначалу он намеревался сделать адвокатскую карьеру, и даже сделал первые шаги на этом пути, но в 1867 сделал резкий поворот и взялся за живопись. Он прошёл курс обучения в Школе изящных искусств Хетерли.
Сохранилось мало отчётов о его продажах, а каталог его работ, хранящихся в частных собраниях, не был издан. С точностью судить о его первых шагах в искусстве затруднительно. Возможно, часть ранних работ погибла в огне в годы Второй мировой войны.
Проблем с заказами у художника, по-видимому, не было: до настоящего времени его этюды, рисунки и масляные работы всё ещё отыскиваются в частных домах Ирландии, Англии и Америки.
О периодизации творчества Джона Батлера Йейтса можно отметить, что более поздние портреты характеризует бо́льшая психологическая проникновенность и сочувствие к модели.
Однако, финансовые дела художник вёл из рук вон плохо; кроме того, он не один раз переезжал из Ирландии в Англию и обратно.
В 69-летнем возрасте художник предпринимает неожиданный, но решительный шаг: переезжает в Нью-Йорк (он был дружен с некоторыми из художников, представлявшими живописную школу Ashcan School, популярную в США в первые годы XX века).
Он похоронен на сельском кладбище в Честертоне, штат Нью-Йорк, рядом с его другом, американской поэтессой Джин Роберт Фостер (1879—1970).

## Творчество
Вероятно, самым известным произведением Джона Батлера Йейтса является портрет юного сына-поэта, Уильяма Батлера Йейтса, который сегодня входит в большое собрание работ художника в Национальной галерее Ирландии (Дублин).
Шедевром художника, по утверждению критика Раймонда Кивенея, является написанный в 1904 году портрет лидера ирландских фениев Джона О’Лири, который также хранится в Национальной галерее Ирландии в Дублине (с 1908 года, когда был подарен её Национальным литературным обществом Ирландии).

## Семья
Джон Батлер Йейтс был женат на Сьюзен Поллексфен (Susan Pollexfen, 1841—1900). Их венчание состоялось 10 сентября 1863 года в церкви Святого Иоанна в городе Слайго. В дальнейшем Сьюзен обеспокоила новость о решении мужа отказаться от юридической карьеры ради сомнительной участи художника.
У четы Йейтсов было шестеро детей. Три дочери — Сьюзен Мэри «Лили» Йейтс, Элизабет Корбет «Лолли» Йейтс и Джейн Грас «Дженни» Йейтс (Jane Grace Yeats); и трое сыновей — Уильям Батлер, Роберт Корбет (Robert Corbet Yeats) и Джон («Джек») Батлер.

## Галерея

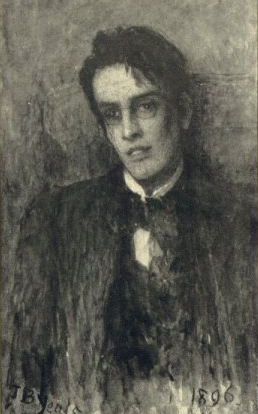
«Кельтские сумерки». Портрет Уильяма Йейтса.
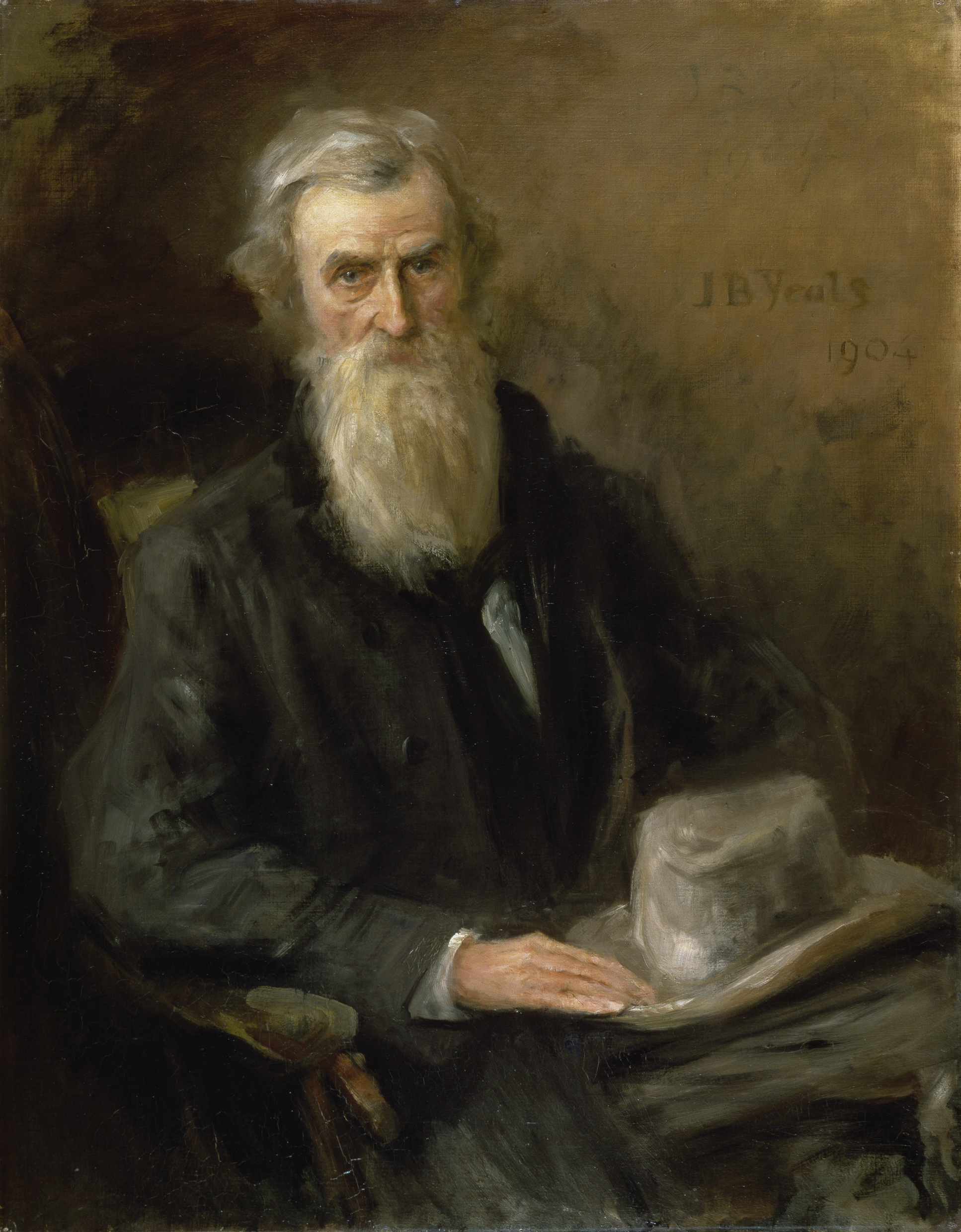
Портрет лидера ирландских фениев Джона О’Лири
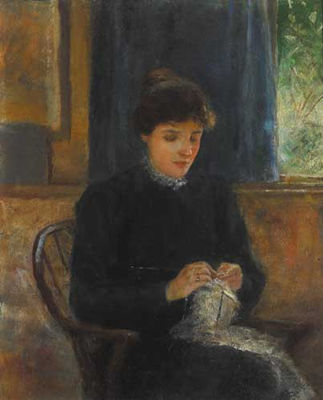
Лили Йейтс в Бедфорд парке[англ.].
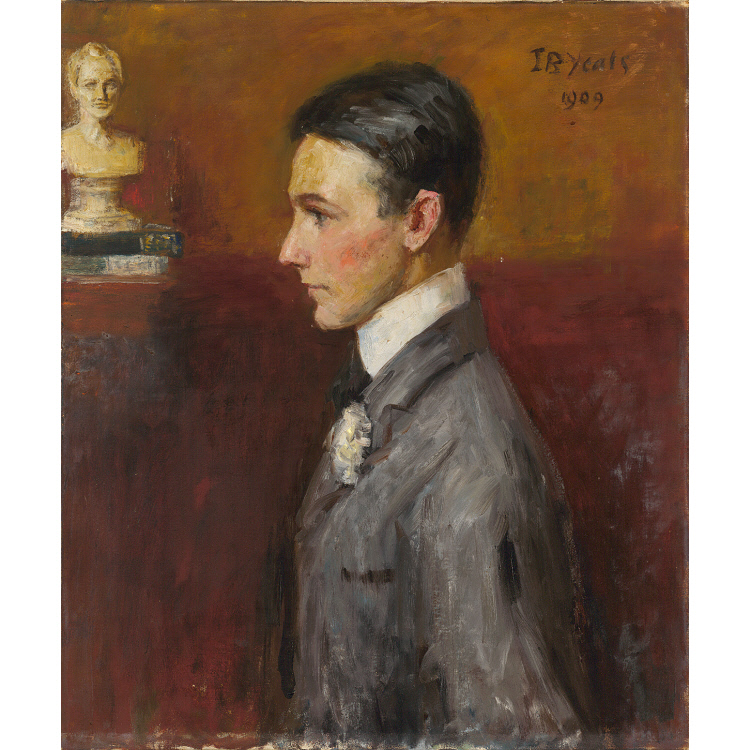
Портрет Ван Вик Брукса. Национальная портретная галерея. Лондон.
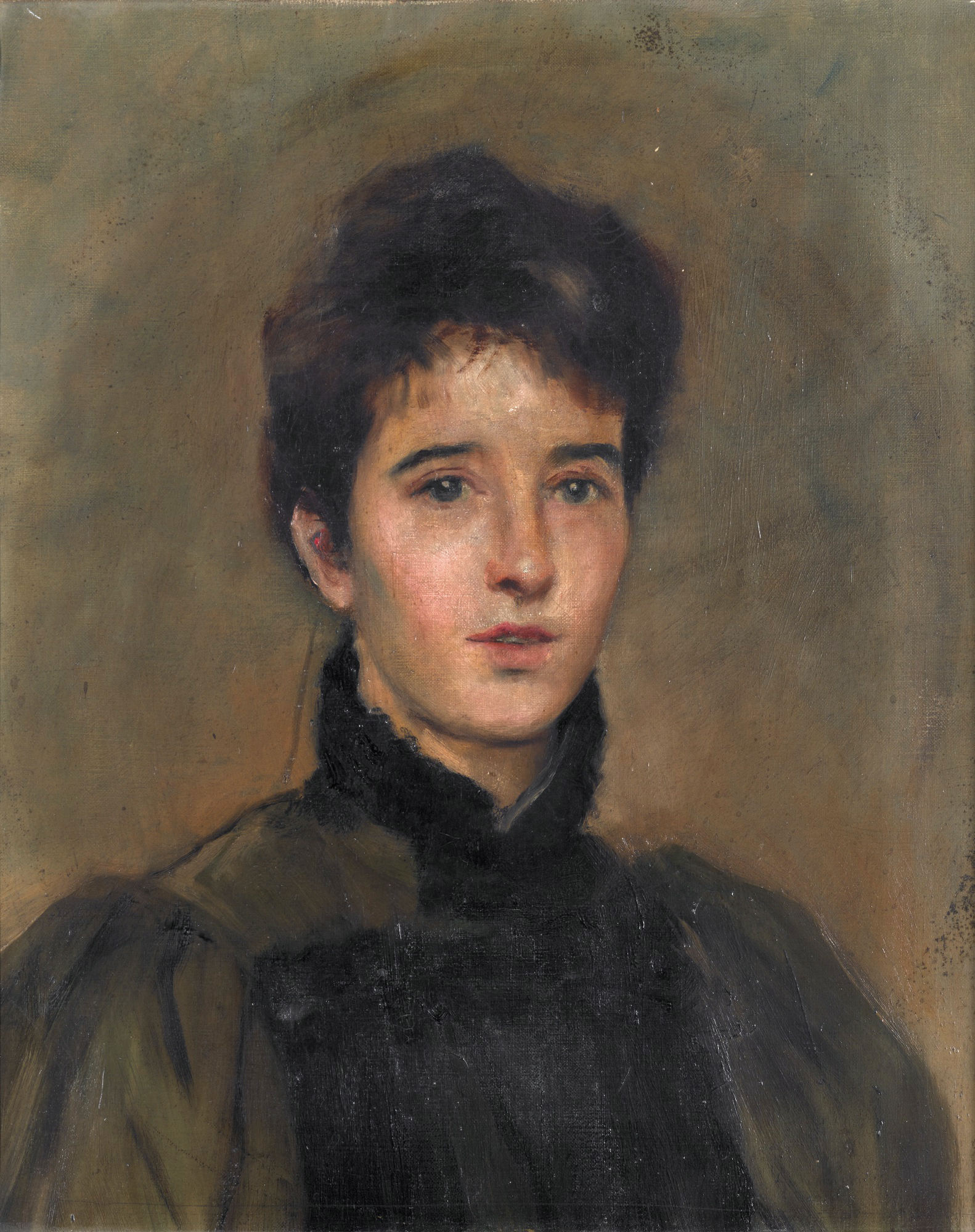
Элизабет "Лолли" Йейтс.
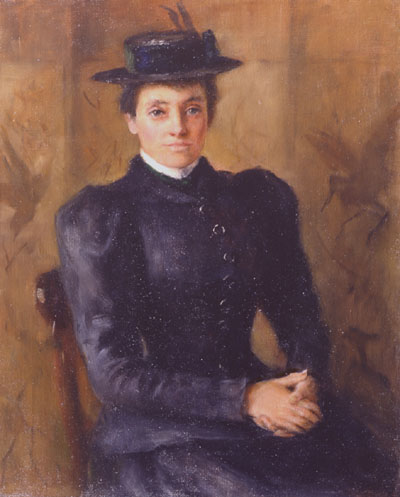
Дженни Йейтс.

## Память о художнике

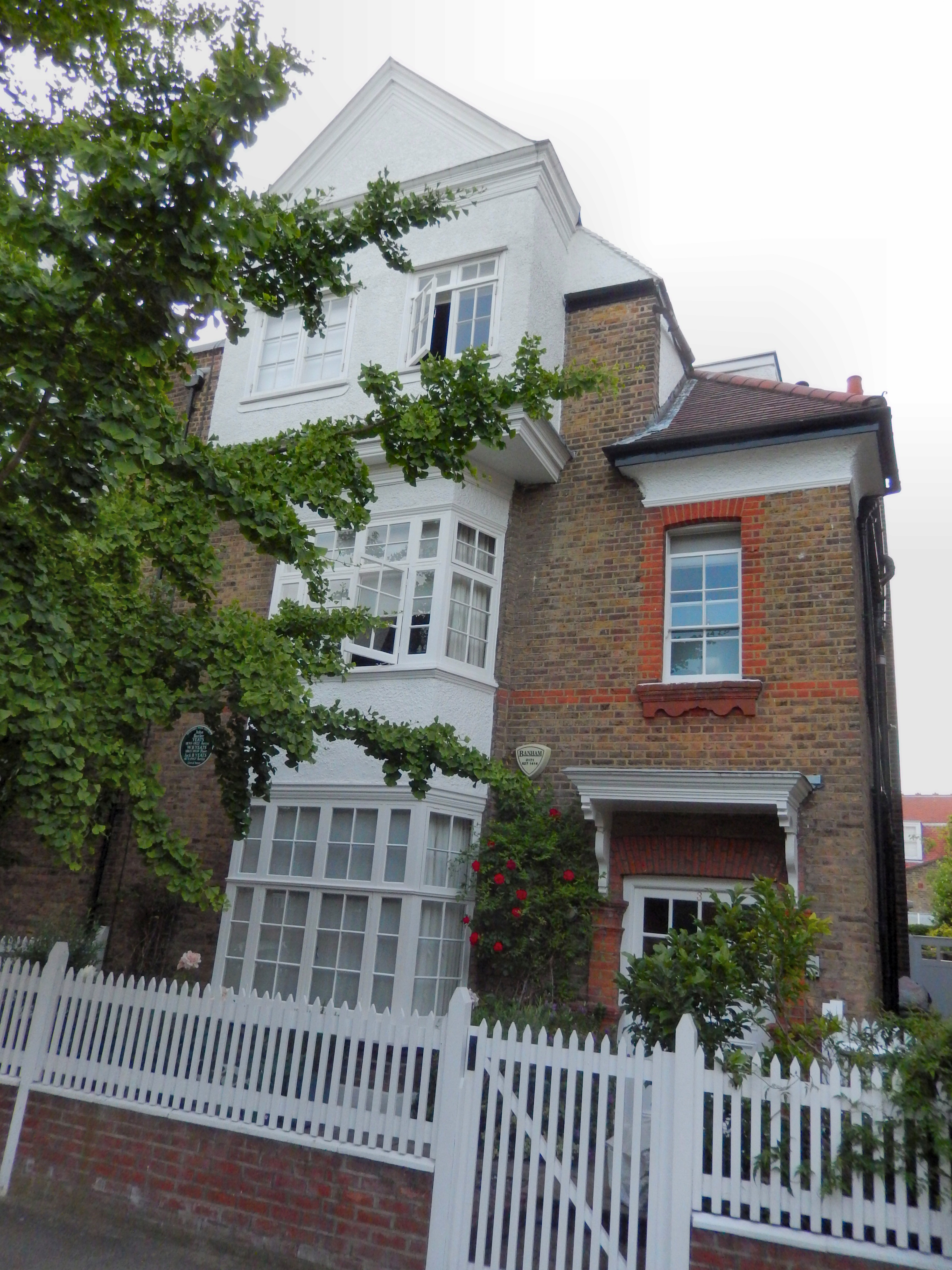
Сохранившийся дом семьи Йейтсов в лондонском районе Бедфорд парк[англ.].
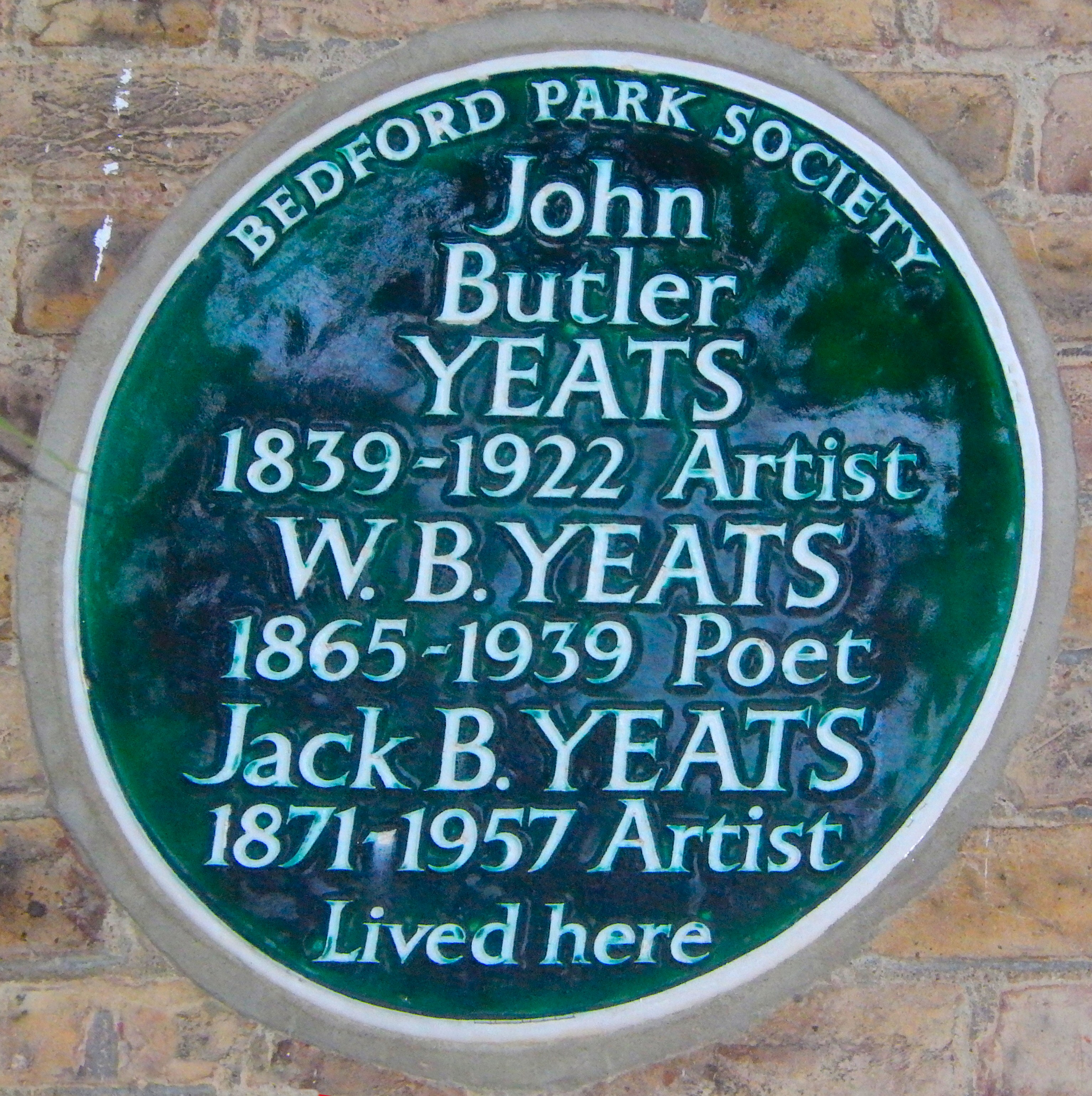
Мемориальная доска на доме.

#### Комментарии
1. ↑  О двух из дочерей известно следующее: Лили[англ.] (1866—1949) была искусной вышивальщицей, вовлечённой в движение Искусств и ремёсел, дружила с дочерью Уильяма Морриса. Лолли[англ.] (1868—1940) — преподавала живопись и была автором пособий по изобразительной грамоте, а как полиграфист-издатель она, среди прочего, издавала книги стихов старшего брата.